# 克什米尔人
克什米尔人（英語：Kashmiri people）是目前生活在印巴争议地区克什米尔的一群以达尔德语、克什米尔语为日常语言的人，他们分布于印控克什米尔、巴控克什米尔和中华人民共和国管理区域的阿克赛钦、喀什昆仑山脉一带。西藏称其为卡契。

## 语言
根据加州大学洛杉矶分校的国际研究所的语言研究表明，克什米尔语是“印度伊朗语系亚科的印欧语系的印度雅利安人西北达尔德语语言分支”。然而，没有普遍统一的基因基础语言。加州大学洛杉矶分校的估计数量是大约在440万年，在克什米尔谷讲克什米尔语的人占优势。而印度2001年的人口普查记录显示：5,362,349讲克什米尔语的人在印度，因此不包括克什米尔地区的印度裔。

## 历史
1860年去世的霍勒斯·海曼·威尔逊指出，历史记录的俱卢之野大战，是从公元前6000年起于公元前500年。
1895年，沃尔特·劳伦斯说：克什米尔人把历史分为四个时期。
- 早期，印度教国王时期
- 中期，穆斯林克什米尔时期
- 中晚期，莫卧儿帝国统治下的克什米尔
- 晚期，帕坦人时期

## 皈依伊斯兰教
伊斯兰教在克什米尔广大的领土周围传播，新的信仰使其逐渐向克什米尔地区散播。到14世纪，在克什米尔山谷伊斯兰教逐渐成为主流宗教。1323年，信仰伊斯兰教的克什米尔人当上了国王，巩固了伊斯兰教在克什米爾地区的地位。他随后杀戮不信奉伊斯兰教的异教徒，大多数的的克什米尔印度教徒皈依了伊斯兰教，几个来自阿富汗和伊朗信奉伊斯兰教的人也定居在克什米尔；反之亦然，许多克什米尔人保留他们的身份，逃亡到宗教宽容的印度广大地区。在18世纪晚期统治期间，皇帝颁布法令必须信仰伊斯兰教，伊斯兰教的地位更加巩固，虽然今天印度教在印控克什米尔地区传播，但是无法撼动伊斯兰教的地位。

## 克什米尔侨民

### 1800年大干旱
在1800年，一场严重的干旱席卷克什米尔，导致该地区的许多国家的人迁移出克什米尔山谷，他们从南部沿着河流进入了旁遮普地区。到了1820年代，干旱过去了，许多克什米尔移民回到克什米尔山谷，然而，有些人仍在旁遮普作为他们赖以生存的土地。一些选择继续向南迁移，最终定居在古老的城市拉合尔，主要是在德里门和巴蒂门。

## 文化
克什米尔人的社会结构是基于大家庭组建而成，然而更广泛的亲属关系网络影响整个族群的动员，这个大家庭是社会决策的一员。他们类似“兄弟会”，通过松散集合促进共同福祉，从而在社会、经济和政治领域合作，增强了他们的归属感和自信。